# Kràsnaia Zarià (Krasnodar)
|  | Per a altres significats, vegeu «Kràsnaia Zarià». |

Kràsnaia Zarià - Красная Заря (rus) és un khútor del krai de Krasnodar, a Rússia. Es troba a la vora d'un petit afluent per la dreta del Sossika, tributari del Ieia. És a 15 km al sud-oest de Kusxóvskaia i a 160 km al nord de Krasnodar.
Pertany al possiólok de Pervomaiski.